# Väike väin
Väike väin (Kleiner Sund; schwedisch: Lillsund) ist eine Meerenge in den Moonsund-Inseln in Estland.
Die Meerenge liegt zwischen den Inseln Saaremaa (deutsch und schwedisch: Ösel) und Muhu (Moon) bei Orissaare. Sie ist rund zwei bis vier Kilometer breit und drei Meter tief.
Seit 1896 gibt es einen Damm über die Meerenge, der von der Fernstraße Põhimaantee 10 genutzt wird, die in die Stadt Kuressaare (Arensburg) führt.